# 邱北铁线莲
邱北铁线莲（学名：Clematis chiupehensis）为毛茛科铁线莲属下的一个种。

## 扩展阅读
- 維基物種上的相關：邱北铁线莲